# Johann Heinrich Simon der Ältere
Johann Heinrich Simon der Ältere (* 24. Januar 1641 in Hamburg; † 3. April 1713 in Hamburg) war Advokat und Stadtsyndikus in Hamburg.
Johann Heinrich Simon der Ältere war Sohn von Franz Simon dem Älteren, Prediger zu St. Georg. Nach Abschluss seines Theologiestudiums 1663 in Jena studierte er Jurisprudenz und promovierte 1667 zum Doktor beider Rechte in Straßburg. Nach Reisen durch Deutschland, Italien, Frankreich und England ließ er sich 1670 als Advokat in Hamburg nieder, wo er seit dem 4. Januar 1689 als Stadtsyndikus wirkte und zweimal als Gesandter an den kaiserlichen Hof in Wien geschickt wurde: 1690 zur Wahl des Erzherzogs Joseph zum deutsch-römischen König und 1695 wegen der Streitigkeiten bezüglich des Glückstädter Zolls.
Seine erste Ehe schloss er am 15. Juni 1674 mit Elisabeth Maria, Tochter des Bürgermeisters Broderus Pauli, diese blieb kinderlos. Die zweite Ehe ging er 1693 mit Gertrud (1675–1731), Tochter des Bürgermeisters Heinrich Meurer, ein. Mit ihr hatte er drei Kinder:
1. Johann Heinrich (1696–1763), Advokat und Ratsherr in Hamburg
2. Anna Elisabeth (1701–1738), 1721 verheiratet mit dem Dekan von Holtze
3. Johann Peter (1709–1761), J.U.D., Senior des Domkapitels, blieb unverheiratet.